# Heliotropium mitchellii
Heliotropium mitchellii är en strävbladig växtart som beskrevs av Lyndley Alan Craven. Heliotropium mitchellii ingår i Heliotropsläktet som ingår i familjen strävbladiga växter. Inga underarter finns listade i Catalogue of Life.